# Melissodes robustior
Melissodes robustior är en biart som beskrevs av Cockerell 1915. Melissodes robustior ingår i släktet Melissodes och familjen långtungebin. Inga underarter finns listade i Catalogue of Life.